# Семёнов, Владимир Викторович (футболист)
Влади́мир Ви́кторович Семёнов (род. 24 июня 1972, Омск, СССР) — советский и российский футболист, полузащитник.

## Карьера

### Клубная
Воспитанник омского футбола. В 1990—1992 годах выступал за клуб «Заря» из Ленинск-Кузнецкого. В 1993 году перешёл в ЦСКА. Дебютировал в Высшей лиге 5 июня 1993 года в матче против «Уралмаша» (0:1). В 1995 году пополнил ряды московского «Динамо». В 1996—1997 годах защищал цвета клуба «Сокол-ПЖД». В 1998 году подписал контракт с липецким «Металлурге». По окончании сезона покинул клуб и отправился в тульский «Арсенал». В 2000 году перешёл в «Торпедо-ЗИЛ». В 2004 году пополнил ряды «Рубина». В 2000 году подписал контракт с «Иртышом». Завершил карьеру в 2004 году в «Салют-Энергии».

### В сборной
В феврале 1993 года провёл 2 матча за молодёжную сборную России против сверстников из Сирии (0:0 и 0:3).

## Достижения
- Финалист Кубка России: 1993/94
- Серебряный призёр Первого дивизиона: 2000
- Бронзовый призёр Первого дивизиона: 1997
- Победитель 6-й зоны Второго дивизиона: 1992
- Бронзовый призёр зоны «Центр» Второго дивизиона: 2003

## Личная жизнь
Женат. Есть ребёнок 1992 года рождения.